# Melville-Halbinsel (King George Island)
Die Melville-Halbinsel (polnisch Półwysep Melville’a) ist eine 3 km lange, schmale und bis zu 200 m hohe Halbinsel im Südosten von King George Island im Archipel der Südlichen Shetlandinseln. Sie trennt die Sherratt Bay von der Destruction Bay und endet im Kap Melville.
Polnische Wissenschaftler benannten sie 1984 in Anlehnung an die Benennung des Kap Melville. Dessen Namensgeber ist Robert Dundas, 2. Viscount Melville (1771–1851), Erster Lord der Admiralität.